# Ivan Thys
Ivan Thys (Anvers, 29 d'abril de 1897 - Anvers, 15 de febrer de 1982) fou un futbolista belga de la dècada de 1920.
Era el pare de Guy Thys Pel que fa a clubs, va jugar entre 1919 i 1931 al K. Beerschot V.A.C.. Guanyà cinc cops el campionat belga. En total marcà 132 gols en 203 partits amb el club. Fou 20 cops internacional amb la selecció belga de futbol, amb la qual disputà els Jocs Olímpics de 1920, on guanyà la medalla d'or, i als Jocs de 1924.

## Palmarès
- Lliga belga de futbol:
  - 1921-22, 1923-24, 1924-25, 1925-26, 1927-28